# Nikolay Zimyatov
Nikolay Semyonovich Zimyatov (russe : Николай Семёнович Зимятов), né le 28 juin 1955 à Moscou, est un fondeur soviétique. Il fait partie des tout meilleurs fondeurs soviétiques ou russes de l'histoire, gagnant quatre titres olympiques, dont trois en individuel (deux en 1980 et un en 1984).

## Biographie
Entraîné par la championne olympique Olga Danilova, il rejoint le club du Spartak Moscou.
Aux Championnats du monde 1978 à Lahti, il remporte sa première médaille internationale sur le trente kilomètres avec l'argent, dominé seulement par un autre Soviétique Sergey Savelyev.
Le moment fort de la carrière de Zimyatov est sa participation aux Jeux olympiques de Lake Placid aux États-Unis en 1980. Il remporte la première épreuve, le trente kilomètres, puis gagne largement le cinquante kilomètres avec environ trois minutes de marge sur le deuxième, puis conclut le relais Soviétique vers la médaille d'or, sa troisième personnelle. Il est le premier fondeur trois fois champion dans une même olympiade, copiant Galina Kulakova la première chez les femmes en 1972.
Lors de la saison 1983-1984, il remporte sa première épreuve officielle de Coupe du monde au quinze kilomètres de Reit im Winkl, avant d'être sacré pour la quatrième fois champion olympique à Sarajevo sur le trente kilomètres et vice-champion sur le relais. Il se classe sixième de la Coupe du monde cette année et est récompensé par l'Ordre de l'Amitié des peuples. Il prend part aussi aux Championnats du monde 1985, où il est 8e et 17e.
Après sa carrière sportive, il passe à un rôle d'entraîneur, s'occupant notamment de l'équipe russe aux Jeux olympiques d'hiver de 2002.
Il se marie avec une autre fondeuse Lyubov Sykova en 1980.

## Palmarès

### Jeux olympiques
| Épreuve / Édition | Lake Placid 1980 | Sarajevo 1984 |
| 15 km             | 4e               | 6e            |
| 30 km             | Or               | Or            |
| 50 km             | Or               | 13e           |
| 4 × 10 km         | Or               | Argent        |

### Championnats du monde
| Épreuve / Édition | Lahti 1978 | Seefeld 1985 |
| 15 km             | 5e         | 8e           |
| 30 km             | Argent     | 17e          |

### Coupe du monde
- Meilleur classement général : 6e en 1984.
- 2 podiums individuels : 2 victoires.

#### Victoires
| Date             | Lieu          | Pays        | Discipline              |
| ---------------- | ------------- | ----------- | ----------------------- |
| 10 décembre 1983 | Reit im Winkl | Allemagne   | 15 km                   |
| 10 février 1984  | Sarajevo      | Yougoslavie | 30 km (Jeux olympiques) |

Les victoires aux Jeux olympiques et Championnats du monde comptent pour des victoires en Coupe du monde jusqu'en 1999. 

#### Classements par saison
| Season | Classement général |
| ------ | ------------------ |
| 1983   | 9e                 |
| 1984   | 6e                 |
| 1985   | 19e                |
| 1988   | 41e                |

### Championnats d'URSS
- 2 fois champion au trente kilomètres : 1978 et 1979.
- 1 fois champion au quinze kilomètres : 1979.